# بیگانگان (رمان)
بیگانگان (انگلیسی: The Outsiders) رمانی از نویسنده آمریکایی سوزان الیوز هینتون است که در سال ۱۹۶۷ به وسیلهٔ وایکینگ پرس منتشر شد. هینتون ۱۵ ساله بود که شروع به نوشتن رمان کرد اما بیشتر کار را از ۱۶ سالگی و در دبیرستان انجام داد. هینتون هنگام چاپ کتاب ۱۸ ساله بود. این کتاب جزئیات درگیری بین دو باند رقیب را که بر اساس وضعیت اقتصادی-اجتماعی آنها تقسیم شده‌است، بیان می‌کند. داستان از دید اول شخص توسط قهرمان نوجوان پونی بوی کورتیس روایت می‌شود.
داستان این کتاب در تالسا، اکلاهما در سال ۱۹۶۵ رخ می‌دهد، اما این موضوع هرگز به صراحت در کتاب بیان نشده‌است. یک اقتباس سینمایی در سال ۱۹۸۳ تولید شد و یک مجموعه تلویزیونی کوتاه مدت در سال ۱۹۹۰ ظاهر شد و از همان جایی که فیلم متوقف شد شروع به کار کرد. اقتباس صحنه ای توسط کریستوفر سرگل نوشته شده و در سال ۱۹۹۰ منتشر شده‌است.